# Serra do Itapeti
Serra do Itapeti är en kulle i Brasilien.   Den ligger i kommunen Mogi das Cruzes och delstaten São Paulo, i den sydöstra delen av landet, 900 km söder om huvudstaden Brasília. Toppen på Serra do Itapeti är 898 meter över havet, eller 16 meter över den omgivande terrängen. Bredden vid basen är 0,27 km.
Terrängen runt Serra do Itapeti är platt söderut, men norrut är den kuperad. Runt Serra do Itapeti är det tätbefolkat, med 613 invånare per kvadratkilometer.. Närmaste större samhälle är Mogi das Cruzes, 3,4 km söder om Serra do Itapeti.
Runt Serra do Itapeti är det i huvudsak tätbebyggt.